# Йшов я небом
«Йшов я небом» — третій студійний альбом українського гурту «Вій», який було презентовано у 2010 році.

## Композиції
1. Goodbye My Revolution #1 / Відрізана голова 05:01
2. Йшов я небом 04:59
3. Колискова 33 05:04
4. Троїцька пісня 04:11
5. Серпень догорає 04:32
6. Бісова сила 02:56
7. Вийди з кімнати 03:38
8. В темнім лісі уночі 05:55
9. Goodbye My Revolution #2 02:19

## Склад
- Микола Родіонов — барабани
- Олександр Гросман — електрична гітара
- Дмитро Крузов — електрична та акустична гітари, укулєлє
- Леся Рой — скрипка соло, струнний ансамбль, флейта
- Іван Любиш-Кірдей — баян, акордеон
- Дмитро Добрий-Вечір — басова гітара, електрична та акустична гітари, комуз, перкусія, банджо, барабани, співи
- Натаніка — додаткові та жіночі хорові співи (запрошений виконавець)

Музика та вірші
- Всі пісні — Дмитро Добрий-Вечір, окрім зазначених нижче.
- «Колискова 33», «Троїцька пісня»: вірші Лесі Рой;
- «Вийди з кімнати»: вірш Б.-І. Антонича

Запис
- shivasikdog studio, MMX

Продюсер
- Дмитро Добрий-Вечір

Виконавчий продюсер
- Сергій (little) Литвинюк

При оформленні обкладинки диска використана робота
- Ігоря Цикури

Дизайн
- Костянтин Кондрашин